# 全日本F3000選手権

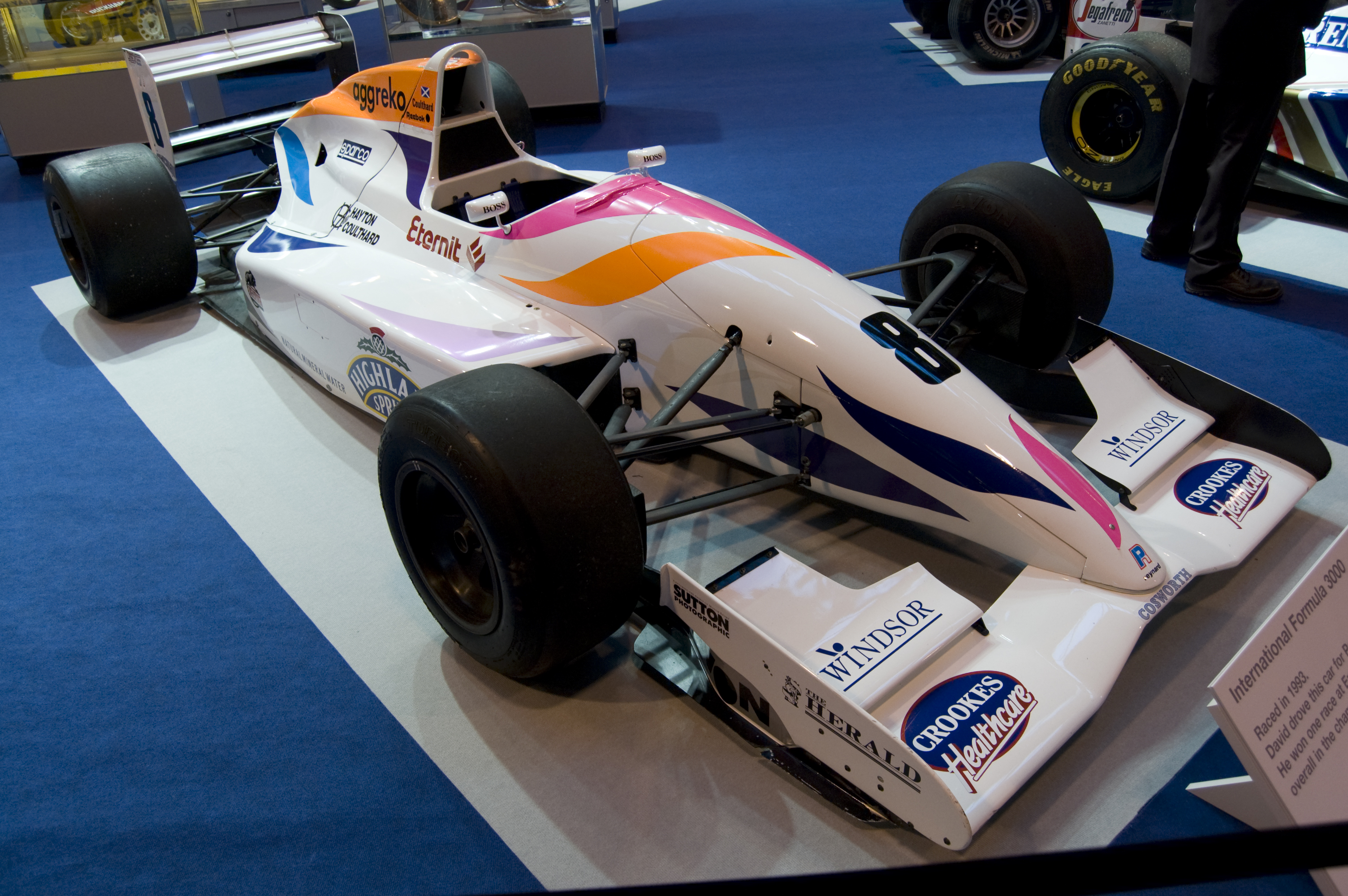
全日本F3000選手権にも参戦していたレイナード93D

全日本F3000選手権（ぜんにほんエフさんぜんせんしゅけん、All Japan F3000 Championship）は、1987年から1995年まで日本で開催されていた自動車レースの1カテゴリー。F3000規定のフォーミュラカー（オープンホイール）を使用した四輪レースで、当時の国内トップカテゴリーの1つであった。

## 概要

### 導入
国際F3000選手権の開始から2年遅れの1987年より国内トップフォーミュラである全日本F2選手権に代わって開催。
ただ日本自動車連盟（JAF）は、1987年までF2車両による選手権（条件付でF3000車両の参加を認める）を継続し、1988年からF3000に移行する考えであった。しかし、実質的な運営団体である各主催者や参加者は、JAFの意に反して1987年からのF3000への移行を決断し実行。このため1987年のF3000レースにはJAFによる全日本選手権タイトルは掛けられておらず、全日本F2選手権は「参加者無しでチャンピオン該当者無し」という前代未聞のシーズンとなった。シーズン終了後、統括側と運営側による話し合いがもたれ、翌1988年から正式に「全日本F3000選手権」として開催されることになった。

### 隆盛
シリーズが始まった時期がバブル景気とF1ブームが重なった事や、星野一義や高橋国光、長谷見昌弘、松本恵二、関谷正徳などのベテランや、黒澤琢弥や小河等、岡田秀樹、中谷明彦、和田久、金石勝智、影山正彦、桧井保孝などの若手日本人、ロス・チーバー、マウロ・マルティニ、トーマス・ダニエルソン、ジェフ・クロスノフ、アンドリュー・ギルバート＝スコット、トム・クリステンセン、パウロ・カーカッシ等といった若手外国人ドライバーが多数参戦したことにより驚異的な充実振りをみせた。
また、鈴木亜久里や片山右京、鈴木利男、中野信治、野田英樹、高木虎之介、服部尚貴、エディ・アーバイン、ジョニー・ハーバート、ハインツ＝ハラルド・フレンツェン、ミカ・サロ、エマニュエル・ピロ、パオロ・バリッラ、マーク・ブランデル、ファブリツィオ・バルバッツァ、エンリコ・ベルタッジア、マルコ・アピチェラ、ローランド・ラッツェンバーガー、ジャン・アレジ、ミハエル・シューマッハ（ブランデルとアレジ、シューマッハはスポット参戦）など後にF1にステップアップしたドライバーや、ジェフ・リース、ケネス・アチソン、ヤン・ラマース、クリスチャン・ダナー、フォルカー・ヴァイドラー、エマニュエル・ナスペッティなどの元F1ドライバーが参戦していた。また芸能界からは岩城滉一と近藤真彦が参戦していた。
さらにドライバーのみならず、各チームやエンジンサプライヤー（エンジンチューナー）、タイヤサプライヤーの技術レベルも極めて高く、エンリコ・ベルタッジアは「インターナショナルF3000はパワフルなF3、全日本F3000は3,000ccのF1」と評した。
また、バブル景気を受けて大手企業をはじめとした多様なスポンサーが参入したことで新たなチームやドライバーの出走が相次いだ。最盛期の1990、1991年には出走台数が30台を超え、予選を2グループに分け、予選落ちも発生。また、観客数が1レース5万人を超えることも多かった。

### 移行
しかし、バブル景気の崩壊後は次第に参加台数が減少し、1994年には平均観客数も2万人程度となるなど観客も減少していった。このため当時F1や全日本F3000のテレビ中継を行っていたフジテレビが中心となり日本レースプロモーション（JRP）を設立。1996年に、JRPが主催するかたちで国際F3000のワンメイク化とは違う独自性を持ったカテゴリー「フォーミュラ・ニッポン」に移行する事となった。

## 詳説

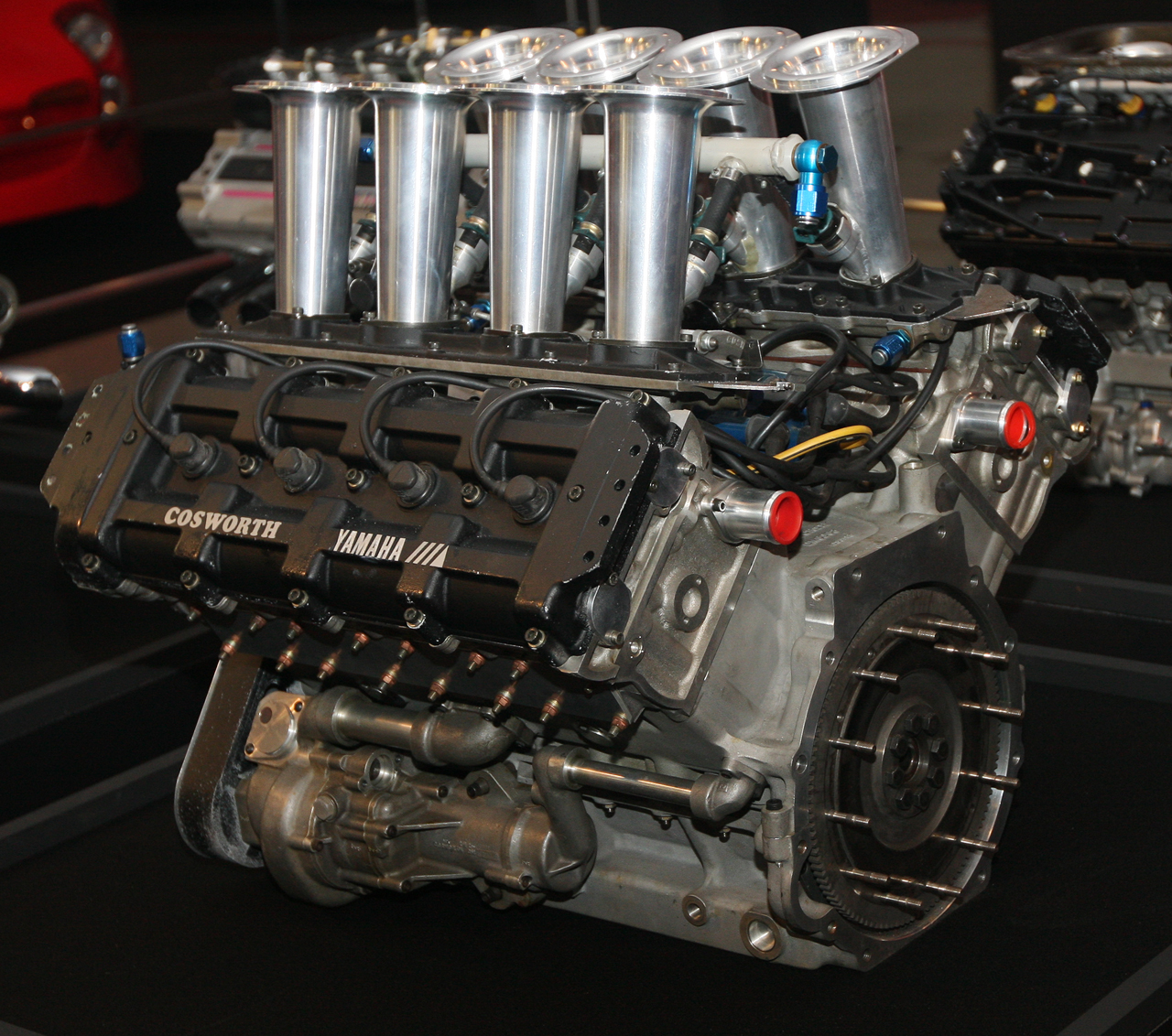
ヤマハ・OX77エンジン

- エンジン

無限（現・M-TEC）・MF308、フォード・コスワース・DFV（ヤマハ・OX77も含む）、ジャッド・BVなどが、エンジンチューナー（東名エンジン、ケン・マツウラレーシングサービス 他）より供給された。
- シャシー

マーチ、ローラ、ラルト、レイナードといったヨーロッパの量産コンストラクターが主流で、日本の童夢、ムーンクラフトも参戦。1994年には童夢が国産シャシーで初めてタイトルを獲得している。
- タイヤ

ブリヂストン、ダンロップ、横浜ゴムの3メーカーが参加。国際F3000ではエイヴォンがバイアス構造のタイヤを独占供給していたのに対し（1992年よりラジアルタイヤに移行）、各メーカーが早くからラジアルタイヤを投入して競い合ったことから、グリップ力は国際F3000よりも強力で、よりF1に近いものであったと言われている。
ただし最終年の1995年は、阪神・淡路大震災によりダンロップの神戸工場が壊滅的な打撃を受けたため、ブリヂストンと横浜ゴムの2社供給となった。
- 予算規模

全日本F3000の発足当初は日本がバブル景気に突入した頃でもあり、参戦チームの予算規模が年を追うごとに拡大していった。
CABIN RACINGが全日本F2最終年の1986年から活動を開始したが、全日本F2・富士グランチャンピオンレース合わせてのスポンサー費が2億円、1987年にレイトンハウスとスポンサー契約をしたホシノレーシングの活動予算がF3000・富士GC　合わせて2億5,000万円とされる。なおCABIN RACINGの2億円という金額について「わが国で年間1億円の予算はレーシングチームにとって夢の金額だった」、ホシノ＋レイトンハウスの2億5,000万円については「日本のレース界では空前の額」　とされており、他チームの運営費はこれらを下回っていた。
それが1988年には、F3000チームの運営には年1.5〜1.8億円が必要といわれるようになり、1990年にはトップチームの予算は年間4～5億円とされ、「1991年には年間最低3億円が必要」といわれるなど、F3000チームの予算規模は急拡大した。

## 高性能タイヤの功罪
全日本F3000ではブリヂストン、ダンロップ、ヨコハマの3メーカーによって熾烈なタイヤ開発競争が行われていた。ロス・チーバ―はこの状況を「全日本選手権とは何かと問えば、それは3つのタイヤメーカーの争いに他ならない」と表現している。その結果F1並に予選用タイヤが用意されたり、ダンロップのように一国内選手権のためにオフシーズンに海外テストを行うメーカーも存在した。その結果全日本F3000のタイヤは極めて高性能なものとなり、予選用タイヤを使用するとコーナリングスピードではF1を凌ぐほどになっていた。
ミハエル・シューマッハは「ボクはF1に行くから、高度でよりF1に近い日本のF3000は勉強になる」として、1991年に国際F3000ではなく全日本F3000にスポット参戦し、その1か月後にベルギーGPでジョーダンからF1デビューしたが、「ジョーダンで予選に出場した時も、F3000とF1と、それほどのギャップがあるとは思わなかった」と語っている。
高性能なタイヤによって、全日本F3000はハイレベルなレースが展開されるようになったが問題がなかったわけではない。一つにはレースの要素としてタイヤの重要性が突出していた、ということである。1989年に全日本F3000とエイヴォンタイヤのワンメイクで行われていたイギリスF3000を掛け持ち参戦していたアンドリュー・ギルバート＝スコットは全日本F3000について「タイヤが占めるマシン性能のパーセンテージが大きいのに驚かされる」「大げさに言うとタイヤメーカーが勝敗の鍵を握っていると考えていいんじゃないか」と指摘している。
また、(サーキットの路面も含めて)ヨーロッパのレース環境と異なる状況に全日本F3000がなっていたことを鈴木亜久里が指摘している。1989年からF1に参戦するようになった鈴木は、日本の走り方ではタイムが出ないことに気づき、ライン取りを日本時代とは変えていったという。1992年からF1に進出した片山右京も「日本の走り方ではF1で全くタイムが出ない」と同様の指摘をしており、「F1用のグッドイヤータイヤの特性に合わせてコーナー出口でのトラクションの掛け方を変えた。具体的には、もし日本でグッドイヤーに向いてるようなコーナーを外から思い切り入って横Gを掛ける走り方をすると、日本のタイヤはコーナーの中でタイヤがつぶれる動きになるんです。コーナー出口でそれが反発する動きになって、オツリみたいな感じでマシンがふらついてしまう。僕とか、ジョニー・ハーバートが日本の予選で苦労したのもその影響です。全日本F3000の方がF1のグッドイヤータイヤよりも神経を使った。」と違いを証言している。

## 年表
- 1983〜1986年
  - 1983年秋、ターボエンジン隆盛に伴いF1で余剰気味となっていたコスワースDFVエンジンの転用方法として、バーニー・エクレストンが新カテゴリー、F3000を提案[19]。
  - 1984年7月、FISA、1985年からF3000規定施行を決定[19]。
  - 1984年11月30日、JAF、1988年までの全日本F2選手権継続を決定[19]。
  - 1985年3月24日、ヨーロッパF3000選手権第1戦がシルバーストン・サーキットで開催される。
  - 1985年8月、F1・オーストリアグランプリと併催のヨーロッパF3000・第9戦エステルライヒリンクをホンダランド関係者が視察[19]。
  - 1985年9月、ホンダランド（現:ホンダモビリティランド）と全日本F2関係者間で会議。1987年の全日本F2・最終戦からF3000マシンと混走、1988年からF3000移行で合意[19]。
  - スピードスターレーシング、マーチから1986年の全日本F2選手権用シャシーをF3000仕様で購入[20]。
  - 1986年4月13日、国際F3000選手権第1戦がシルバーストン・サーキットで開催される。
  - 1986年10月13日、スピードスターレーシング、鈴鹿サーキットでF3000マシンでテストを行う[21]。
  - 1986年11月19日、1987年から全日本F3000シリーズ開催を決定[22]。
  - 1986年12月1〜4日、各タイヤメーカー、鈴鹿サーキットでF3000用タイヤのテストを行う[19]。

- 1987年
  - 3月7・8日、全日本F3000シリーズ第1戦が鈴鹿サーキットで開催される。出走17台(マーチ14台、ローラ3台)。星野一義、全日本F3000開幕戦を制す。
  - 5月9・10日、西日本サーキットで第3戦を開催。鈴木利男初優勝。
  - 7月25・26日、菅生サーキットで第6戦を開催。ヤマハの5バルブエンジン、OX77がデビュー。
  - 8月8・9日、富士スピードウェイで第7戦を開催。出総台数が20台に。ヤマハOX77エンジン、ヤン・ラマースのドライブにより初優勝。ダンロップ、F3000初優勝。
  - 9月11日、フットワーク/ムーンクラフト、1990年からのF1進出計画が明らかに。日本経済新聞が報じる[23]。
  - 9月12・13日、鈴鹿サーキットで第8戦を開催。鈴木亜久里初優勝。星野一義、初代全日本F3000チャンピオンに。
  - 国際F3000のトップチームであるオニクス、ステファノ・モデナを擁して全日本F3000最終戦・鈴鹿への参戦を計画[24]も実現せず。
  - 12月5・6日、第9戦を鈴鹿サーキットで開催。出走19台(マーチ10台、ローラ9台)。鈴木亜久里連勝。
  - 12月17日、FISAが1988年から5バルブエンジンの使用禁止を決定。全日本F3000のみ1988年までの使用が認められる。

- 1988年
  - フットワーク/ムーンクラフト、鈴木亜久里とともに国際F3000にスポット参戦。
  - 童夢、ムーンクラフト、オリジナルシャシーを開発・製作。
  - トムス、オリジナルシャシーの開発を開始[25]。
  - 3月12・13日、全日本F3000選手権第1戦を鈴鹿サーキットで開催。出走18台(マーチ10台、ローラ8台)。
  - マーチの国内代理店のルマン、不振のマーチシャシーを諦め、第5戦菅生から使用シャシーをレイナードに変更することに。
  - 7月30・31日、第5戦を菅生サーキットで開催。レイナードが全日本F3000にデビュー、ジェフ・リースのドライブによりデビューウィンを飾る。ロス・チーバー、ダンロップに国内トップフォーミュラでは1983年8月、全日本F2・第6戦富士以来のポールポジションをもたらす。
  - 8月13・14日、富士スピードウェイで第6戦を開催。和田孝夫初優勝。ヨコハマタイヤ、F3000初優勝。ムーンクラフトのオリジナルシャシー、MC-031実戦デビュー。
  - 9月24・25日、第7戦を鈴鹿サーキットで開催。鈴木亜久里全日本F3000チャンピオンに。
  - 10月28〜30日、鈴木亜久里がF1・日本グランプリにラルースからスポット参戦。
  - 11月22日、鈴木亜久里、1989年からのF1フル参戦が決定。
  - 11月26・27日、最終戦を鈴鹿サーキットで開催。マーチ、エントリーが3台にまで減少。ムーンクラフト、ニューシャシーMC-040をデビューさせる。

- 1989年
  - 2月1〜5日、ダンロップ、童夢とともにオーストラリア・フィリップ・アイランドでタイヤテストを実施。松本恵二、ロス・チーバーのドライブにより2,600km以上の走り込み[26]。
  - フットワーク/ムーンクラフト、オリジナルシャシーで片山右京とともに国際F3000にもフル参戦。
  - レイトンハウス、マーチを買収しオリジナルマシンを製作。全日本F3000と国際F3000で使用(1990年まで)。
  - 1988年から全日本F3選手権にチームとして参戦を開始した戸田レーシングが全日本F3000に進出。
  - 3月4・5日、第1戦を鈴鹿サーキットで開催。出走22台。
  - 4月15・16日、第2戦を富士スピードウェイで開催。ロス・チーバー初優勝。
  - 5月13・14日、第3戦を西日本サーキットで開催。中谷明彦がデビュー3戦目でポールポジションを獲得。
  - 全日本F3000参戦チームによるエントラント団体・FORCEの設立が計画される[27]。
  - 5月27・28日、第4戦を鈴鹿サーキットで開催。エマニュエル・ピロ初優勝。
  - エマニュエル・ピロ、7月7〜9日開催のF1・フランスグランプリからベネトンのレギュラードライバーに転身。
  - 9月22・24日、第7戦を鈴鹿サーキットで開催。小河等初優勝。
  - 10月22〜24日、パオロ・バリッラがF1・日本グランプリにミナルディからスポット参戦。翌1990年からレギュラードライバーに。
  - 11月4・5日、最終戦を鈴鹿サーキットで開催。小河等全日本F3000チャンピオンに。ダンロップ、4勝を挙げ3勝のブリヂストンを上回る。長谷見昌弘、1980年7月、全日本F2・鈴鹿以来の国内トップフォーミュラ優勝。
  - 12月13〜14日、鈴鹿でブリヂストンのF3000タイヤテスト。13日にジョナサン・パーマードライブの無塗装のレイナード88D/無限が走る。「ホンダがF1用のアクティブサスペンションの開発テストを行っているのでは」とF3000関係者に噂される[28]。

- 1990年
  - レイナード、横置きトランスミッションの90Dを開発・製作。
  - フットワークとムーンクラフトが提携を解消。
  - 前年度F1のレギュラードライバーだったジョニー・ハーバート、クリスチャン・ダナー、フォルカー・ヴァイドラー、エンリコ・ベルタッジアが全日本F3000に参戦。
  - ミリオンカードが鈴鹿開催の4レースの冠スポンサーとなり、イベント名が「ミリオンカードカップF3000鈴鹿シリーズ」となる。
  - 1月20〜27日、ダンロップが童夢、MSDと共にオーストラリア・フィリップ・アイランドでタイヤテストを実施。ロス・チーバ―、トーマス・ダニエルソン、岡田秀樹が参加[29]。
  - 3月3・4日、第1戦を鈴鹿サーキットで開催。出走31台。混雑解消を目的に、予選を2組に分けて行うことに(1992年開幕戦まで)。星野一義4年連続で開幕戦を制す。
  - 3月23日、村松栄紀、富士スピードウェイでのタイヤテスト中に事故死。ローランド・ラッツェンバーガー、富士スピードウェイにサーキットの安全性の改善を求める意見書を提出[30]。
  - 第3戦・美祢から日本信販が、鈴鹿開催以外のレースで冠スポンサーに就くことが発表される。
  - 5月12・13日、第3戦を西日本サーキットで開催。松本恵二、1986年5月、全日本F2・西日本以来の国内トップフォーミュラ優勝。
  - 7月7日、JAF、1991年度のレースカレンダーを発表。オートポリス、8月30〜9月1日に国際F3000の開催を予定[31]。
  - 7月16〜18日、片山右京、菅生で行われたヤマハのF1テストに参加[32]。
  - 7月28・29日、第5戦を菅生サーキットで開催。マウロ・マルティニ初優勝。レース中に赤旗4回と混乱。
  - 第5戦・菅生でクリスチャン・ダナーが、富士スピードウェイの1コーナーのコンクリートウォールの撤去を求める嘆願書を作成し、各ドライバーに賛同を求める[33]。
  - 9月1・2日、第7戦を富士スピードウェイで開催。高橋国光、全日本F3000の21戦連続完走の新記録を3位表彰台で飾る。
  - 9月22・23日、第8戦を鈴鹿サーキットで開催。星野一義、優勝で1987年以来の全日本F3000タイトル獲得を決める。
  - 10月19〜21日、ジョニー・ハーバートがF1・日本グランプリにロータスからスポット参戦。
  - 10月27・28日、第9戦を富士スピードウェイで開催。フォルカー・ヴァイドラー初優勝。
  - 11月、JFRA、JAFに年間レース数を8戦までとし、それ以外をノンタイトル戦とすることを要望[34]。
  - 11月17・18日、第10戦を鈴鹿サーキットで開催。星野一義6勝目。高橋国光の連続完走記録、23戦で止まる。
  - 1990年、全10戦で計56万1,400人を動員[35]。

- 1991年
  - 童夢、オリジナルシャシーF102を開発・製作し開幕戦から実戦投入。
  - メンテナンスガレージとして活動してきたセルモがチームを結成し全日本F3000に参戦。
  - 全日本F3の有力チーム、ル・ガラージュCOXが全日本F3000に進出。
  - ラルト、全日本F3000に初進出。
  - レイナード、ルマンをワークスチーム化。3年契約[36]。
  - 1月20〜27日、ダンロップ、童夢がオーストラリア・イースタン・クリークでタイヤテストを実施。ヤン・ラマース、松本恵二、古谷直広が参加[37]。
  - 3月2・3日、第1戦を鈴鹿サーキットで開催。出走35台。レイナード、前年の不振によりエントリーを1台にまで減らす。片山右京初優勝。童夢、オリジナルシャシーでの初レースで3位表彰台。JFRA、特殊燃料使用の自粛を申し合わせ。
  - 3月23・24日、第2戦をオートポリスで初開催。中谷明彦初優勝。
  - 4月24日、東京R&D、F3000用オリジナルモノコックを製作。菅生サーキットでテスト[38]。
  - 5月11・12日、第4戦を美祢サーキットで開催。エディ・アーバイン初優勝。
  - フットワーク、第4戦美祢を以て全日本F3000から撤退。
  - 5月頃？、影山正彦、コローニから2億円の資金持ち込みを条件にF1参戦を打診されるもこれを断る[39]。
  - 7月27・28日、第6戦を菅生サーキットで開催。スポット参戦のミハエル・シューマッハが2位入賞。
  - 8月10・11日、第7戦を富士スピードウェイで開催。ジャッドエンジン、全日本F3000に初登場。
  - レイトンハウス、第9戦鈴鹿から活動休止。
  - 9月30日、片山右京、1992年からのF1フル参戦が決定。
  - 10月7日、中谷明彦、1992年からのF1フル参戦が決定。
  - 服部尚貴が10月18〜20日開催のF1・日本グランプリと、11月1〜3日開催のF1・オーストラリアグランプリにコローニからスポット参戦。いずれも予備予選落ち。
  - ペドロ・チャベスが11月16・17日開催の第11戦・鈴鹿に戸田レーシングからエントリーするも、テスト結果不十分のためエントリーを取り消し[40]。
  - 11月30日、雨天順延となっていた第8戦の決勝レースを富士スピードウェイで開催(シーズン最終戦)。片山右京全日本F3000チャンピオンに。長谷見昌弘がF3000引退レースで5位入賞。

- 1992年
  - 1月23日、FISA、中谷明彦のスーパーライセンス申請を資格不十分として却下。
  - ニスモ、鈴木利男(ユニバーサルレーシング)を技術支援。
  - Tカーの使用が禁止される[41]。
  - 3月7・8日、第1戦を鈴鹿サーキットで開催。出走29台。JFRA、燃料の成分分析を実施[42]。
  - 5月23・24日、第4戦を鈴鹿サーキットで開催。スポット参戦で出場の小河等、レース中に事故死。
  - 6月21日、ロス・チーバー、インディカー第6戦・ポートランドにスポット参戦し11位完走。
  - 7月19日、第5戦をオートポリスで開催。マルコ・アピチェラ初優勝。童夢、日本製シャシーによる全日本F3000初優勝。トム・クリステンセンが全日本F3000デビュー。
  - 8月12日、黒澤琢弥、鈴鹿で行われたヤマハのF1テストに参加[43]。
  - 8月15・16日、第7戦を富士スピードウェイで開催。フォルカー・ヴァイドラー、耳鳴りの症状が悪化し以降のレースを欠場。唯一のユーザーであった藤永敬道の撤退により、ラルトが撤退。
  - 小河等の事故死を機に、全日本F3000ドライバーズ協会(JFDA)が発足。サーキット側に安全性の向上を求める[44]。
  - 9月26・27日、第9戦が鈴鹿サーキットで開催。フォルカー・ヴァイドラーの代役としてハインツ＝ハラルド・フレンツェンが全日本F3000にデビュー。星野一義、エンジンを無限からコスワースDFVに変更。
  - 11月14・15日、第11戦を鈴鹿サーキットで開催。マウロ・マルティニ、外国人として初の全日本F3000チャンピオンに。服部尚貴初優勝。松本恵二引退。無限、可変吸気トランペット装備のエンジンをハインツ＝ハラルド・フレンツェンとマルコ・アピチェラに供給。

- 1993年
  - トムス、全日本F3000、国際F3000に進出。
  - ニスモ、鈴木利男に加えて、星野一義(ホシノレーシング)にも技術協力。
  - ムーンクラフト、オリジナルシャシーMC-060ELを開発・製作も実戦投入はせず。
  - 2月9・10日、鈴鹿で合同テストが行われる。エディ・アーバイン、マルコ・アピチェラのダンロップ勢が、前年のF1・日本グランプリで予選8位に相当する1分41秒台を記録[45]。
  - 3月20・21日、第1戦を鈴鹿サーキットで開催。出走24台。
  - 4月10日、JFDA、日本自動車レース選手協会(JRDA)に改称[46]。
  - 4月10・11日、第2戦を富士スピードウェイで開催。星野一義、1年8ヶ月ぶりの優勝。
  - 4月22日、全日本F3000のオーガナイザー、エントラント、コンストラクターらがレギュレーションの改善、カテゴリーの振興、安全性の向上などを目的に日本F3000協議会を設立[47]。
  - 6月24日、オートポリスで予定されていた第5戦の開催中止を決定。オートポリスの経営破たんが理由。
  - 7月24・25日、十勝インターナショナルスピードウェイでF3000マシン7台によるエキシビジョン・レースを開催。
  - 7月31・8月1日、第6戦を菅生サーキットで開催。ハインツ＝ハラルド・フレンツェン車に無限・ホンダエンジン搭載。
  - 8月14・15日、第7戦を富士スピードウェイで開催。決勝レース雨天中止。代替として全日本F3000で初めてピットウォークを行う[48]。
  - 8月、ハインツ＝ハラルド・フレンツェン、ムジェロ・サーキットでF1・ザウバーのテストに参加[49]。
  - マルコ・アピチェラ、9月10〜12日開催のF1・イタリアグランプリにジョーダンからスポット参戦。
  - 10月16・17日、第10戦を富士スピードウェイで開催。黒澤琢弥、ヒーローズを離脱。野田英樹がトムスから全日本F3000にデビュー。
  - エディ・アーバインと鈴木利男、10月22〜24日開催のF1・日本グランプリと11月5〜7日開催のF1・オーストラリアグランプリにスポット参戦。エディ・アーバインが日本グランプリで6位入賞。
  - 東京R&D、1994年からの全日本F3000進出を目標に、菅生でオリジナルマシンのテスト。
  - 11月13・14日、第11戦を鈴鹿サーキットで開催。星野一義、3度目の全日本F3000チャンピオンに。
  - エディ・アーバイン、ハインツ＝ハラルド・フレンツェン、ローランド・ラッツェンバーガーが1994年からF1のレギュラードライバーに。

- 1994年
  - コスト抑制を目的にタイヤ3セットルールを導入。事実上の予選用タイヤの禁止。
  - ケン・マツウラ、コスワースDFVからジャッドにメンテナンスエンジンを変更。
  - ムーンクラフト、ローラT92/50、T93/50用のモディファイド・カウルを開発・製作し、各チームに販売。
  - 3月19・20日、第1戦を鈴鹿サーキットで開催。出走18台。ロス・チーバー、3年連続の開幕戦優勝。
  - 9月17・18日、十勝スピードウェイで初のノンタイトル戦を開催。
  - 10月1・2日、第7戦を鈴鹿サーキットで開催。F3の若手登用策を実施。中野信治、影山正美、高木虎之介を抜擢。
  - 10月15・16日、第8戦を富士スピードウェイで開催。高橋国光、54歳8か月で3位表彰台に。
  - ミカ・サロ、11月4〜6日開催のF1・日本グランプリと11月11〜13日開催のF1・オーストラリアグランプリにスポット参戦。
  - 11月26・27日、第10戦を鈴鹿サーキットで開催。マルコ・アピチェラ全日本F3000チャンピオンに。国産マシンに乗るドライバーとして初。高橋国光F3000を引退。
  - ミカ・サロ、1995年からF1のレギュラードライバーに。

- 1995年
  - ダンロップ、阪神・淡路大震災により神戸工場が被災したため、全日本F3000から撤退。
  - 3月18・19日、第1戦を鈴鹿サーキットで開催。出走18台。
  - 5月7・8日、第3戦を美祢サーキットで開催。トム・クリステンセン初優勝。
  - 7月8・9日、第5戦を菅生サーキットで開催。高木虎之介初優勝。コスト抑制を目的にタイヤウォーマーが禁止される。
  - 9月16・17日、第7戦を十勝スピードウェイで初開催。
  - 11月18・19日、第9戦を鈴鹿サーキットで開催。鈴木利男逆転で最後の全日本F3000チャンピオンに。

## 歴代チャンピオン
| 年     | チャンピオン       | 車名                                                      | タイヤ | エントラント                       |
| ------ | ------------------ | --------------------------------------------------------- | ------ | ---------------------------------- |
| 1987年 | 星野一義           | LEYTON HOUSE 87B HONDA → LEYTON HOUSE T87 HONDA           | B      | ホシノレーシング                   |
| 1988年 | 鈴木亜久里         | Footwork 87B → Footwork 88D                               | B      | Footwork SPORTS レーシングチーム   |
| 1989年 | 小河等             | STELLAR ローラ T88/50 → STELLAR ローラ T89/50             | D      | オートビューレックモータースポーツ |
| 1990年 | 星野一義           | CABIN T90 無限                                            | B      | CABIN RACING TEAM WITH IMPUL       |
| 1991年 | 片山右京           | CABIN T90-50 DFV → CABIN T91-50 DFV                       | B      | CABIN RACING TEAM with HEROES      |
| 1992年 | マウロ・マルティニ | アコム エボリューション T91 → アコム エボリューション T92 | B      | ACOM EVOLUTION TEAM NOVA           |
| 1993年 | 星野一義           | NISSEKI LOLA T92                                          | B      | NISSEKI IMPUL RACING TEAM          |
| 1994年 | マルコ・アピチェラ | トライ ダンロップ 童夢 F104                               | D      | 株式会社童夢                       |
| 1995年 | 鈴木利男           | パーソンズレーシング ローラ                               | B      | HOSHINO RACING                     |

## スポンサー
折からのバブル景気とモータースポーツブームを受け多くの企業がスポンサーとして参入した。

### 主なスポンサー
- 日本たばこ（キャビン）：チームルマン、ヒーローズレーシング、ホシノインパル
- サントリー（ウェスト、ボス）：TAKE ONE
- トライデント：清水レーシング
- コスモ石油：セルモ
- 日本石油：ホシノインパル、チームルマン
- スピードスターホイール：スピードスターホイールレーシングチーム
- 佐川急便：スピードスターホイールレーシングチーム
- メイテック：スピードスターホイールレーシングチーム
- キグナス石油：ステラインターナショナル
- ダンロップ：童夢
- ワコール：童夢
- オムロン：童夢
- 伊太利屋：チームルマン、チームハヤシ
- プロミス：チームルマン
- フィリップモリス（Marlboro）：ノバエンジニアリング
- 横浜ゴム（ADVAN）：ノバエンジニアリング、東名自動車
- アコム：ノバエンジニアリング
- MEN'S TENORAS：たけしプロジェクト、パル・スポーツ
- 武富士：たけしプロジェクト
- EPSON：中嶋企画
- PIAA：中嶋企画
- CHERENA：中嶋企画
- レイトンハウス：レイトンハウスレーシングチーム、ホシノレーシング、モータースポーツディベロップメント
- フットワークインターナショナル：フットワークレーシング
- トステム：ムーンクラフト
- ナビコネクション：ナビコネクション・レーシングチーム

## テレビ中継
全戦のテレビ中継がされていたが、開催サーキットにより放送局の系列が異なっていた。
- 鈴鹿 - 中部日本放送（TBS系列、全日本F2000時代の1974年から中継を開始）
- 富士 - テレビ朝日、テレビ東京、テレビ大阪（テレビ東京系列）
- 美祢 - 山口放送（日本テレビ系列）
- 菅生 - 東日本放送（テレビ朝日系列）
- 十勝 - 北海道テレビ（テレビ朝日系列）
- オートポリス - 大分放送（TBS系列）

1994年より鈴鹿の中継がフジテレビに移行（他のサーキットは従来のまま）。全日本F3000最終年の1995年に全戦の放映権をフジテレビが取得して全国ネットの一元化が図られた。

### 出演者（中部日本放送）
実況
- 後藤紀夫
- 宇都宮秀則

進行
- 高田純次（1990年度）
- 田中律子（1990年度、第1戦のみ）

解説
- 津々見友彦
- 高橋健二
- 三好正己（レーシングオン編集長）
- 長谷見昌弘（1992年 - 1993年）

ピットリポーター
- 高橋二朗
- 茂木和男
- 多田仁美
- 四村芽以子
- 河野夏紀
- 阿部恵

#### スタッフ（中部日本放送）
- TD：大橋尚、小倉守、八手亦直満、小澤宏、石垣健一、水口慶次郎、磯部博、野田公也
- カメラ：岡田晧悦、小川智年、望月隆、三尾隆敏、梶田孝史、山田圭介
- VE：森宮肇、森下幸一、丹羽秀樹、山崎悦邇、伊藤皋斉、篠田幹夫、長尾徹、安藤征一、石野孝之、安藤征二
- VTR：根岸好一、河村正之進、三木薫、小池芳明、中路俊行、坪井龍雄、加藤清
- ENG：中村清、佐藤富士雄
- 音声：安藤重成、浅井康宏、伊藤敏明、成田徹男、本居将、三品修造、吉田博二、太田耕造、桜井正司
- VTR編集：織田泰光
- MAV：牛沢晴夫、豊田重成
- 選曲：渡辺勇之助、桐谷俊彦（サウンドタック）
- マイクロ：板坂重義、西山雅啓、伊藤尋康、野田秀明
- 照明：若尾綜合舞台、松本勝巳
- 車載カメラ：小宮良一、杉原直明（ELC TOSHIBA）
- 技術協力：CBCテレビ映画社、ベック、NTP、ELC TOSHIBA
- 空撮：中日本航空、EPP
- CG：伊藤行人
- タイトル：PAUM、ADHOC
- 構成：秋山元嗣
- 音効：木下彰
- 編集：小島明弘
- TK：森弘美
- 総合ディレクター：名鏡康夫
- ディレクター：武田光司、平本恵弘、鈴木寿夫、竹内重夫、西田隆一、井上武久、冨岡隆秀、小林信明、金丸尚志、佐藤秀一、石井桂一、小原久雄、片岡智博、角谷孝幸、井島圭作、守谷貞明、青木保、工藤俊介、熊谷繁利、岩佐芳弘、岡崎剛之、鈴木誠一、前田幸一、井上剛、吉備一男、原康浩、田中修明、伊藤雄司、近藤肇、飯村幸一、藤塚卓洋、小林淳二、生井桂一、寺西慶子、辻松秀一、上島剛之
- プロデューサー：木村宮雄、板倉靖秀、佐藤純一、市川真、小池彰、高久正明、原孝
- 制作：何川高
- 協力：鈴鹿サーキットランド
- 制作協力：TBS-V、名古屋 東通、mic、トムス、ユニバーサル販売 (株)
- 制作著作：中部日本放送

### 出演者（テレビ朝日）
実況
- 東出甫
- 三浦智和

解説
- 赤井邦彦
- 熊谷睦（オートスポーツ編集委員）

ピットリポーター
- 松苗慎一郎

レポーター
- メリー・コーベット
- 大熊英司
- 高橋亨子

#### スタッフ（テレビ朝日）
- 構成：高桐唯詩
- 担当：西村泰方、小林茂俊、倉田泰孝
- 技術：宮川澄、大輪憲次
- 技術協力：テレテック
- 制作著作：テレビ朝日

### 出演者（テレビ東京）
実況
- 小幡研二

解説
- 熊谷睦

ピットリポーター
- 鈴木学

#### スタッフ（テレビ東京）
- 構成：熊谷睦
- TD：半崎美澄
- SW：武内宏
- VE：吉田一郎、中島武士、横島和広
- AUD：田口豊、佐野一人
- VTR：二宮守
- カメラ：只野照久、田中豊、久根崎方昭、加藤剛、檜垣正臣、鍵本雅美、広瀬俊之
- 車載技術：斎田功
- 編集：本間貢
- MA：川原崎智史
- 選曲：泉博之
- 技術協力：テレユース、エヌ・エス・ティー
- 協力：ビクトリーサークルクラブ、AUTOSPORT、西尾レントオール、パンセイ
- 制作進行：松本真由美
- AD：猪瀬真紀、山口伸一
- ディレクター：大友太郎、上林昌嗣
- プロデューサー：横川秀樹、川久保晶
- 企画：日本レーシングセンター
- 製作：テレビ東京、PROWORK

### 出演者（テレビ大阪）
実況
- 千年屋俊幸（テレビ大阪）

解説
- 辻本征一郎

ピットリポーター
- 高橋二朗

#### スタッフ（テレビ大阪）
- 技術：深田清久
- SW：飯盛俊明
- VE：山野智
- AUD：九野孝司、天竹芳美
- VTR：二宮守
- カメラ：中山定明、寺脇章久、高木隆夫、金澤光哲、村若宏司
- ENG：中村謙一、小森祐喜雄
- CG：山口光史、村田英紀
- 効果：佐藤公彦
- EED：今井誠、橋本秀幸
- 製作協力：テーク・ワン、ウェーブ、レスポ・インターナショナル、テクノネット、東通フィールドサービス、音響企画、BAP、クリエイターズユニオン、大手前ヴィデオセンター
- 協力：ビクトリーサークルクラブ、FISCOクラブ
- 構成：秋山元嗣
- ディレクター：北村嘉教、朝倉隆司、岡本妙子、伏田知義
- プロデューサー：徳岡敦朗
- 製作：テレビ大阪

### 出演者（フジテレビ）
実況
- 野島卓
- 塩原恒夫（F1グランプリ実況兼任）
- 鈴木敏弘 - ※テレビ静岡アナウンサー

解説
- 熊倉重春（1994年、後にフォーミュラ・ニッポン解説を担当）
- 今宮純（1995年）
- 近藤真彦（1995年、第1 - 3戦まで担当）[50]

ピットリポーター
- 永田康和
- 高橋二朗

#### スタッフ（フジテレビ）
- TD：吉本治、木明良三、入部紳一郎、池内和夫(各レース毎に2名ずつ担当)
- SW：池内和夫(第1-7戦)、塚越勲(第8・9戦)
- 技術：八峯テレビ、東通、テレビ静岡(富士戦のみ)、東海テレビ(鈴鹿戦のみ)
- ディレクター：藤山太一郎、岡泰二、菊地裕(後にプロデューサー)、吉村忠史(各レース毎に1～2名担当)
- プロデューサー：松野博文
- 制作著作：フジテレビ

## その他
- 1991年に全日本F3000の専門誌『J-formula』が山海堂より発刊。同社のF1専門誌『GPX』と同様の速報誌であったが、発行されたのはこの年のみだった。また、リイド社からは『カテゴリーフォーミュラF3000』が刊行されていた。